# Grotte de Krásna Hôrka
La grotte de Krásna Hôrka (slovaque : Krásnohorská jaskyňa) est une grotte située dans la localité de Krásnohorská Dlhá Lúka en Slovaquie. Elle a une longueur de 1 356 m dont 450 m sont visitables. L'aménagement pour les visites est minimum, il n'y a pas d'éclairage électrique. 

## Protection
La grotte de Krásna Hôrka est classée patrimoine mondial par l'UNESCO comme faisant partie des Grottes du karst d'Aggtelek et du karst de Slovaquie.